# Tuyên ngôn nhân quyền Hoa Kỳ
Tuyên ngôn nhân quyền Hoa Kỳ là 10 tu chính án đầu tiên cho Hiến pháp Hoa Kỳ. Các tu chính án này đã được James Madison đưa ra trong một loạt các tu chính án hiến pháp vào năm 1789 tại Đại hội thứ nhất. Mười tu chính án này đã được phê chuẩn và trở thành Đạo luật Nhân quyền (hay Mười điều khoản về nhân quyền của Hiến pháp Mỹ) vào năm 1791. Các tu chính án này hạn chế quyền lực của Chính phủ liên bang, bảo vệ quyền của tất cả công dân, những người sinh sống và khách trên lãnh thổ Hoa Kỳ. Trong các quyền được liệt kê  mà các tu chính án này đảm bảo có: tự do ngôn luận, tự do báo chí, và tự do tôn giáo;  quyền được mang vũ khí của người dân;  tự do hội họp; tự do kiến nghị; và các quyền không bị lục soát và tịch thu vô lý; không bị hình phạt tàn bạo và bất bình thường; và tự buộc tội do bị ép buộc. Tuyên ngôn nhân quyền cũng hạn chế quyền của Quốc hội bằng cách cấm Quốc hội ban hành luật về thành lập tôn giáo và bằng cách cấm Chính phủ liên bang tước quyền sống, quyền tự do hay tài sản của bất cứ người nào mà không thông qua tố tụng pháp luật.

### Trang web Chính phủ Hoa Kỳ
- National Archives: The full text of the United States Bill of Rights
- Our Documents: OurDocuments.gov
- Library of Congress: Bill of Rights and related resources
- Footnote.com (partners with the National Archives): Online viewer with High-resolution image of the original document

### Tư liệu liên quan
- Alexander Hamilton, Federalist, no. 84, 575–81, on opposition to the Bill of Rights
- Madison's June 1789 speech, "Amending the Constitution to include a Bill of Rights."
- United States Bill of Rights tại Dự án Gutenberg

### Tư liệu lịch sử và phân tích
- Examining the American Bill of Rights Using the Ethic of Justice Lưu trữ ngày 2 tháng 7 năm 2010 tại Wayback Machine
- An argument by Amherst College Professor Hadley Arkes, arguing against the Bill of Rights Lưu trữ ngày 1 tháng 12 năm 2010 tại Wayback Machine
- Bill of Rights Explained Lưu trữ ngày 15 tháng 5 năm 2011 tại Wayback Machine